# Orquestra Sinfônica da Tasmânia
A Orquestra Sinfônica da Tasmânia é uma orquestra sinfônica baseada em Hobart, Tasmânia. Foi a primeira orquestra australiana a ter um programa na rádio, chamada "Journey into Melody", indo ao ar de 1956 até 1969
A orquestra foi fundada em 1940 e apresentou-se pela primeira vez em 25 de Maio em Hobart Town Hall, sob a batuta de Joseph Post. O solista foi o pianista Eileen Joyce, que apresentou o Concerto para Piano em A menor, de Edvard Grieg.
De 1973 até 1998 a casa da orquestra foi a ABC Odeon, um cinema antigo, construído em 1916, que foi reformado para ser réplica do Strand Theater de Nova Iorque. A orquestra moveu-se para o Federation Concert Hall. Em 1998, no aniversário de 50 anos, eles voltaram ao primeiro teatro, sob a regência do maestro David Porcelijn.
A orquestra já fez turnês por Israel, Grécia, Coreia do Sul e Indonésia e também pela Austrália. Venceu o Prêmio de Performance Artística Sydney Myer, em 1996.

## Maestros
- Kenneth Murison Bourn (–1962)
- Thomas Matthews (1962–1968)
- Thomas Mayer
- Vanco Cavdarski (1974–)
- Barry Tuckwell
- Geoffrey Lancaster
- Nicholas Braithwaite
- Dobbs Franks (1989–1991)
- David Porcelijn
- Ola Rudner (2001–2003)
- Sebastian Lang-Lessing (2004–presente)